# Helga Ruebsamen
Helga Margot Erika Ruebsamen (Batavia, Weltevreden (Nederlands-Indië), 4 september 1934 – Den Haag, 8 november 2016) was een Nederlandse schrijfster van romans, korte verhalen en columns.

## Leven en werk
Ruebsamen was de dochter van een Duitse vader en een Nederlandse moeder. Haar vroegste jeugd bracht ze in Nederlands-Indië door. In Den Haag doorliep ze het Maerlant-Lyceum, waarna ze naar Parijs trok en daar balletlessen bij Olga Preobrazjenskaja volgde. Op haar zevende begon ze met schrijven. Aan publiceren dacht ze niet, maar toen haar eerste echtgenoot Serein Pfeiffer eind jaren vijftig buiten haar medeweten enkele verhalen instuurde voor de Reina Prinsen Geerligsprijs werd ze bekroond met de aanmoedigingsprijs. Toch duurde het nog vijf jaar, tot 1963, voordat ze haar debuut De kameleon en andere verhalen liet verschijnen. Hierna verschenen twee romans en weer een verhalenbundel, waarna een stilte van vijftien jaar intrad, waarin ze wel bleef schrijven maar niets publiceerde.
De vijf vrolijke verhalen uit Op Scheveningen spelen alle in Den Haag. Feestvierend gaan de personages de goot en hun ondergang tegemoet. Kroegen en bordelen vormen het decor. Van het verhaal 'De meisjes uit Marlot' had ze twintig versies vervaardigd. Hieruit blijkt een perfectionistische instelling die ook kenmerkend is voor de door haar bewonderde Willem Elsschot.
De grote doorbraak kwam in 1997 met de roman Het lied en de waarheid. In het gedeeltelijk autobiografische verhaal denkt een meisje terug aan haar Indische jeugd, de overgang naar Den Haag en de onderduikperiode tijdens de bezetting. Ruebsamen bevestigde nog in 2000 in het televisieprogramma Zomergasten dat zij met haar vader, een joodse arts, had moeten onderduiken. In 2005 werd echter duidelijk dat dit onwaar was. Haar vader was niet joods, was geen arts en ze waren nooit ondergedoken geweest.
Ruebsamen beschikte over stapels uitgeschreven werk, waaruit ze af en toe een selectie maakte om te publiceren.
Ik zie het als een gesteente, waarin zich hier en daar aardige dingetjes bevinden, juweeltjes, opalen die steeds van kleur veranderen. Ik ben voortdurend bezig iets uit dat gesteente los te wrikken en op te poetsen. Sommige verhalen en fragmenten zijn al vijftig jaar oud. Die pak ik op, ik bik ze los en bewerk ze, waarna ik ze al of niet terugzet.
De bundel De dansende kater is samengesteld uit haar productie aan sombere verhalen.
In haar werk zet ze zich af tegen een burgerlijke levenswijze en toont ze een voorkeur voor het leven aan de zelfkant, dat ze tegenover een braaf en saai bestaan stelt. Haar werk is vertaald in het Duits, Engels en Frans. Ze was ook actief als columniste in de Volkskrant.
Helga Ruebsamen was gehuwd met de trompettist Serein Pfeiffer en met de oud-Engelandvaarder Kas de Graaf. Ze overleed op 82-jarige leeftijd in Den Haag.

## Prijzen
- Reina Prinsen Geerligs-aanmoedigingsprijs 1959 voor drie novellen, onder de titel Voor de kantlijn.[5][6]
- Littéraire Witte Prijs 1989 voor Op Scheveningen.
- F. Bordewijk Prijs 1998 voor Het lied en de waarheid.
- Annie Romein-prijs 2001 voor haar gehele oeuvre.
- Anna Bijns Prijs 2003 voor haar gehele oeuvre.

## Werken
- De kameleon (1964)
- De heksenvriend (1966)
- Wonderolie (1970)
- De ondergang van Makarov (1971)
- Op Scheveningen (1988)
- Pasdame (1988)
- Olijfje en andere verhalen (1989)
- De dansende kater (1992)
- Alleen met Internet (1996, met Rogi Wieg)
- Het lied en de waarheid (1997), Contact, Amsterdam/Antwerpen, ISBN 90 254 2175 X[7]
- Beer is terug (1999)
- De bevrijding (1999)
- Jonge liefde en oud zeer : de verhalen (deel 1, 2001)
- Jonge liefde en oud zeer : de verhalen (deel 2, 2001)
- Zoet en zondig : de mooiste verhalen uit Indonesië (2003)